# 鬼まんじゅう
鬼まんじゅう（おにまんじゅう）または芋まんじゅう（いもまんじゅう）とは、主に小麦粉やサツマイモを用いた和菓子。名古屋市を中心に愛知県全域と、岐阜県、三重県と東海地域におもに普及する。

## 概要
主に小麦粉（薄力粉）や砂糖を混ぜた生地に、角切りにしたサツマイモを混ぜ合わせて、適度な大きさに丸めて蒸して作られる。もちもちとした食感の生地と、歯ごたえのあるイモを同時に味わうことができる。東海地方の郷土菓子。略して「鬼まん（おにまん）」とも呼ばれ、「芋外郎」「芋まん」など多数の別名で知られる。一般的には丸い形をしているが、岐阜県では四角い形の鬼まんじゅうの製造販売店も複数確認されている。全国的に知られるサツマイモ入り蒸しパン（いもむしパン）とほぼ同義である。
保育園や小学校などの学校給食で提供されたり、サツマイモ栽培の学習と関連付けた調理実習を実施するなど地域では定着した和菓子であり、名古屋市の餅屋系統の和菓子店では必ずと言ってよいほど製造販売されているほか、デパ地下などでも扱われており、なお、独特のもちもちとした食感は材料の練り具合によって左右されるため、和菓子店などでは味を統一するためにその日の気候によって練り具合を変えるなどの工夫がなされる。
手軽に作れることから家庭料理としても普及しており、製法には多様性が見られる。生地は薄力粉のみで作る例、米粉などと混ぜて作る例、うどん粉を用いる例などが存在する。サツマイモを皮つきのまま使うと皮の色見や食感のちがいを楽しむこともでき、皮を厚めに剥いて水にさらしてアクを抜いてから使ったり、サツマイモと砂糖を混ぜて時間を置いて出てきた水分もあわせて使うなど、様々な調理法が知られている。家庭においては昔ながらに塩と砂糖をまぶして味をつけることが多いが、市販のものはサツマイモを蜜煮しているものも多い。鬼まんじゅうは本来もっちりとして重量感があり腹持ちが良いのが特徴であるが、嗜好品として普及して以降は蒸しパンのように軽い生地のものや、サツマイモではなくリンゴの角切りを入れたバージョンなど、様々にアレンジされるようになった。
冷えても食べることができるが、蒸したての食感を味わいたい場合は、ラップをかけて電子レンジで20～30秒温め直すとよいという。

## 名称
角切りのサツマイモの角が突き出て見える形状が、鬼のツノや金棒をイメージさせたことから「鬼まんじゅう」と称されるようになったというのが定説である。食糧難の時代に普及したことから、災いを鬼とみたて、主食であるコメの代用品であるサツマイモを食べて鬼を封じこめようと願う、厄払いの意味を込めて名付けられたともいう。
庶民のおやつとして広く普及したことから、和菓子店などが名付けて売り出した「鬼まん（オニマン）」の愛称が定着し、親しまれている。「芋外郎（ういろう）」「芋まん」「芋まんじゅう」など、多数の別名で知られる。名古屋市は幕末から作られるようになった郷土菓子「外郎」が庶民的な菓子として有名な土地柄であることから「芋が入った外郎」の意で熱田区では「芋ういろ」と呼び。瀬戸市や尾張旭市でも「芋ういろ」と呼ばれていた。
また、愛知県春日井市では大分県の石垣まんじゅうに似ていることから「イシカケ（石垣）ボチ」と呼んでいたとも記録される。岐阜県各務原市の一部ではサツマイモを多く使用し、形がまつぼっくりに似ていることから「松笠ぼち」と呼ばれている。
昭和30年代、鬼まんじゅうを商品化していた山田餅本店（名古屋市瑞穂区）では、鬼の恐いイメージを払拭するために商品名を「芋まんじゅう」と変えて販売したが、客は皆「鬼まんじゅう」と注文するため、すぐに商品名を戻したという。

## 歴史

### 発祥

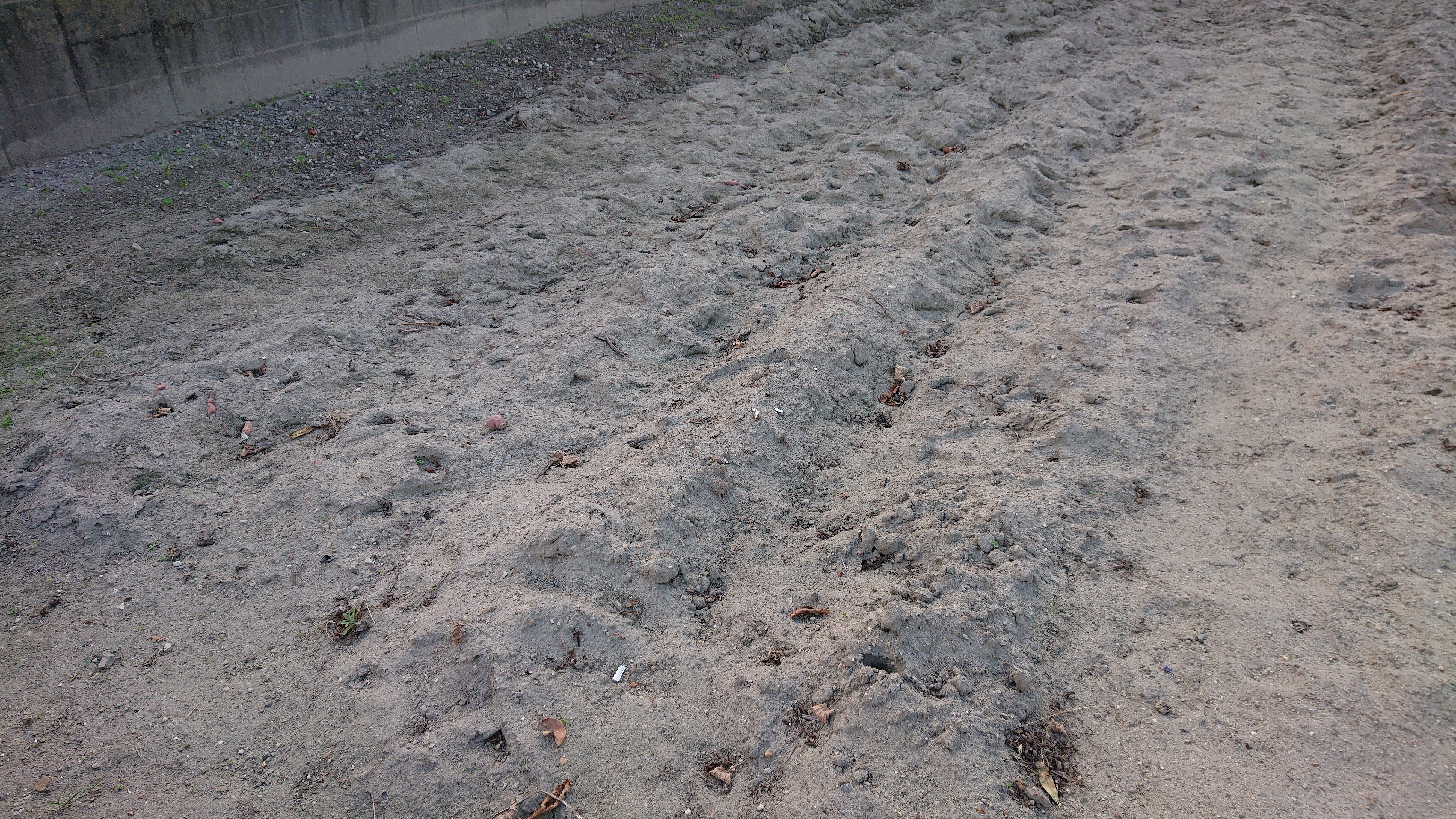
味鋺地区に残る芋畑、砂地である様子がわかる

鬼まんじゅうの発祥は、史料としては残されていないが、一説によれば江戸時代とされる。日本のサツマイモの食文化は、江戸時代後期の江戸を中心に焼き芋が販売されて人気となり、それまでの飢饉の備蓄食料としての位置づけから嗜好品ともみなされるようになった。関東では焼き芋文化が流行したのに対して、関西上方では蒸し芋文化が流行し、鬼まんじゅうはその調理法から上方文化圏に含まれる食品といえる。
戦中戦後の食糧難の折、サツマイモは比較的容易に手に入る食材であったことから、これと小麦粉を材料に作られ、米に換わる主食として普及した。戦時中のサツマイモは、味よりも収穫量の多さが重視され、三重県で品種改良された「護国芋」という品種が生産されており、水っぽく加熱しても旨味に欠けた。また、小麦粉も粗悪品で黒っぽいものだった。これらをできるだけ美味しく食べる工夫から、鬼まんじゅうが考案されたものと考えられている。サツマイモそのものが餡の代用品と考えられたため、「饅頭」という名称であるものの、餡は入っていない。
東海地方において、20世紀前半の戦前・戦中のサツマイモ産地は、庄内川や矢田川が合流した礫層の砂地である味鋺周辺地域（2020年現在の名古屋市北区）であることから、この地域が「鬼まんじゅう発祥の地」のひとつとも考えられている。しかし、21世紀現在、名古屋市地域の文献にみる鬼まんじゅうの記録は乏しく、稲沢市などの尾張地域、豊田市・豊川市・豊橋市などの三河地域には多数残るため、農村地域で誕生したことは疑いないものの発祥地を特定する有力な手掛かりは知られていない。

### 発展
鬼まんじゅうが飛躍的に発展し普及したのは、昭和30年代から40年代にかけての高度経済成長期である。農家において腹持ちの良い安価なおやつとして親しまれ、郷土食として定着したのをきっかけに、次第に菓子店などでも製造販売されるようになり、敷島製パンやフジパンなどの大手食品メーカーが鬼まんじゅう風の蒸しパンを生産してスーパーマーケットなどでも販売を開始したことから、さらに一般庶民の間に広く普及した。黒糖を生地に練り込むなどの「アレンジを加えた鬼まんじゅう」も、この頃すでに誕生している。
千種区にある覚王山日泰寺の参道に店を構える1929年（昭和4年）創業の梅花堂パン屋では、昭和30年代以後には鬼まんじゅうの製造販売を開始しており、次第に「懐かしい味」として毎月21日の弘法大師（空海）の縁日の門前菓子として定着した。1980年代後半から一般に広く知られるようになり、平成時代には名古屋の銘菓と位置付けられるまでになった。21世紀には、パン屋から和菓子屋に転身して名を成した梅花堂のほか、守山区の浪越軒や瑞穂区の山田餅本店などが、鬼まんじゅうの代表的な和菓子店として知られる。
2014年には、マーベラスによるPlayStation Vita用ソフト「朧村正」の追加ダウンロードコンテンツ「元禄怪奇譚『角隠女地獄』」のプロモーションムービーにおいて、鬼まんじゅうの作り方が紹介されたことによって全国的に知名度が上がり、2016年には、岐阜県瑞浪市の和菓子店・美濃廣庵 満開堂によって、2月3日を「鬼除け鬼まんじゅうの日」として日本記念日協会に登録。
その後も2020年には日本テレビ系列「ZIP!」、2021年には読売テレビ制作の「秘密のケンミンSHOW 極」、2023年にはNHK「ロコだけが知っている」などのテレビ・ラジオ番組にて、岐阜県羽島市出身のアイドル・辻本達規（BOYS AND MEN）や名古屋市出身の俳優・山田裕貴らの紹介により全国放送されると、Twitterにて一躍トレンド入りするなど賑わいを見せる。東海地区の若年層からは、これらの放送を見るまで鬼まんじゅうは全国区の菓子であると誤解していた者も少なくない。2022年からは「鬼まんじゅうミックス」が小売店にて販売されるなど、近年、郷土菓子としての魅力が再発見されている。